# 딜리버리 헬스
딜리버리 헬스(일본어: デリバリーヘルス)는 파견형의 패션 헬스이다.점포가 아니라 손님이있는 가정이나 호텔 등에 여성을 파견해 성적 서비스를 제공하는 형태로 서비스 내용은 패션 헬스와 거의 다르지 않다. 1990년대 후반부터 일본의 수도권을 중심으로 급속하게 증가하고 있으며, 1999년 관련 법률이 개정된 이후, 수도권 이외의 지방에서도 증가하고 있다.